# Сысоев (хутор)
Сысоев — хутор в Александрово-Гайском районе Саратовской области России. Входит в состав Александрово-Гайского муниципального образования.

## История
До 20 марта 2016 года хутор входил в состав ныне упразднённого Варфоломеевского сельского поселения.

## География
Хутор находится в юго-восточной части Саратовской области, в полупустынной зоне, в пределах Прикаспийской низменности, на расстоянии примерно 12 километров (по прямой) к юго-западу от села Александров Гай, административного центра района. Абсолютная высота — 22 метра над уровнем моря.

## Население
| 2002 | 2010 | 2018 |
| ---- | ---- | ---- |
| 401  | ↘314 | ↗326 |

Гендерный состав
По данным Всероссийской переписи населения 2010 года в гендерной структуре населения мужчины составляли 48,7 %, женщины — соответственно 51,3 %.
Национальный состав
Согласно результатам переписи 2002 года, в национальной структуре населения казахи составляли 97 % из 401 чел.

## Инфраструктура
На хуторе функционирует фельдшерско-акушерский пункт.

## Улицы
Уличная сеть хутора состоит из семи улиц.